# ساری‌قوم
ساری‌قوم (به لاتین: Sarykum) یک تپه ماسه‌ای در روسیه است که در داغستان واقع شده‌است. ساری‌قوم در ذخیره‌گاه طبیعی داغستان و ۲۶۲ متر بالاتر از سطح دریا واقع شده‌است.